# Joe Dawson
Pour les articles homonymes, voir Joe Dawson (homonymie) et Dawson.
Joe Dawson est un personnage de fiction joué par Jim Byrnes. Il est l'un des héros de la Série télévisée Highlander.
En 1968, il fait la guerre du Vietnam comme beaucoup de jeunes Américains à l'époque. Son chef d'unité est Andrew Cord, qui changera le cours de sa vie. Ils font une halte dans un village. Dawson et Cord entendent des cris : un de leurs compagnons a violé une jeune fille. Cord tente de l'acheter pour la faire taire mais elle refuse, il ordonne à Dawson de sortir et il la tue, mais Dawson ne comprend pas ce geste. Cord lui explique qu'ils sont en guerre et qu'ils doivent être solidaires.
Quelques instants plus tard des tirs éclatent et Cord est tué. En se sauvant Dawson met le pied sur une mine. Lorsqu’il revient à lui Cord le porte sur ses épaules pendant 25 kilomètres pour le mener à l'hôpital de campagne le plus proche pour qu'il soit soigné.
En se réveillant il n'a plus de jambes, et quand il demande à voir son sauveur on lui annonce qu'il est mort et personne ne veut croire qu'il a été sauvé par Cord. 
Quelques jours plus tard un homme vient à sa rencontre et lui dit qu'il le croit, il lui apprend que l'homme qui l'a sauvé est un Immortel et qu'il fait partie d'une société secrète chargée de surveiller les Immortels, les guetteurs.   